# Quartier Raoult
Pour les articles homonymes, voir Raoult.
Le quartier Raoult est un complexe de bâtiments situé à Fontainebleau, en France. Il est inscrit aux monuments historiques depuis 1929.

## Situation et accès
Le quartier est situé au no 8 de la rue d'Avon, vers le nord-est du centre-ville de Fontainebleau, et plus largement au sud-ouest du département de Seine-et-Marne.

## Histoire
En 1923, le quartier est affecté aux services administratifs. Des travaux y sont menés vers la fin des années 1970.

## Statut patrimonial et juridique
Le quartier Raoult et l'infirmerie de l'École du matériel font l'objet d'une inscription au titre des monuments historiques par arrêté du 2 août 1929, en tant que propriété de l'État.